# Articolo (diritto)
L'articolo, in diritto, è una porzione di testo in cui è suddiviso un atto normativo (costituzione, legge, regolamento, ecc.) o, talora, un provvedimento o un contratto.

## Varianti terminologiche
Negli ordinamenti non civilistici il termine è reso da altri sintagmi, come clause (clausola) o chapter (capitolo).

## Contenuto
Ciascun articolo dovrebbe trattare un argomento specifico costituente parte della disciplina normativa.
L'articolo 72 primo comma della Costituzione italiana vi ricollega uno specifico obbligo gravante sul Legislatore, quello della votazione "articolo per articolo" in ciascuna Camera.

## Rubrica
Per agevolarne la ricerca e l'interpretazione, talvolta il testo dell'articolo è preceduto da un titolo, tradizionalmente denominato rubrica. Si noti, tuttavia, che la rubrica non costituisce tecnicamente parte integrante della norma (rubrica legis non est lex) e pertanto, in caso di contrasto logico tra la stessa e il resto dell'articolo, prevarrà quest'ultimo.

## Nelle regole italiane del drafting
In Italia vigono le Regole e raccomandazioni sulla formulazione tecnica dei testi legislativi, adottate congiuntamente dai Presidenti delle due Camere e dal Presidente del Consiglio dei ministri. Tra le altre regole, vi è quella per cui, quando l'articolo comprende più proposizioni seguite da un punto con ritorno a capo, si dice che è suddiviso in commi.

### Numerazione
Gli articoli sono solitamente contraddistinti da un numero naturale (articolo 1, 2, 3 e così via). Nella tecnica legislativa italiana questi numeri sono invariabili in caso di successiva inserzione di articoli tra due esistenti (infatti, un ipotetico nuovo articolo inserito tra il 2 e il 3 sarebbe designato come 2-bis, in modo da lasciare inalterata la numerazione degli articoli che seguono).

### Omogeneità
La ripartizione delle materie all'interno dell'atto normativo, secondo l'articolo 2 delle circolari del 2001, deve essere operata assicurando il carattere omogeneo di ciascuna partizione, ivi compreso l'articolo, nonché di ciascun comma all'interno dell'articolo. La medesima prescrizione vige per gli atti normativi dell'Unione europea e discende da una delle prime elaborazioni in tema di legistica, contenuta nel diritto romano: «nel 98 a.C. si vietò infatti con la lex Caecilia Didia de modo legum promulgandarum di approvare leggi comprendenti disposizioni eterogenee (rogatio per saturam): ma già in precedenza esisteva una consuetudine costituzionale secondo cui qualsiasi rogatio doveva avere ad oggetto uno ed un solo argomento [Cassola e Labruna, Le assemblee popolari, in Talamanca (a cura di), Lineamenti di storia del diritto romano, Milano, 1979, p. 233]».